# Degradation von Kunststoffen

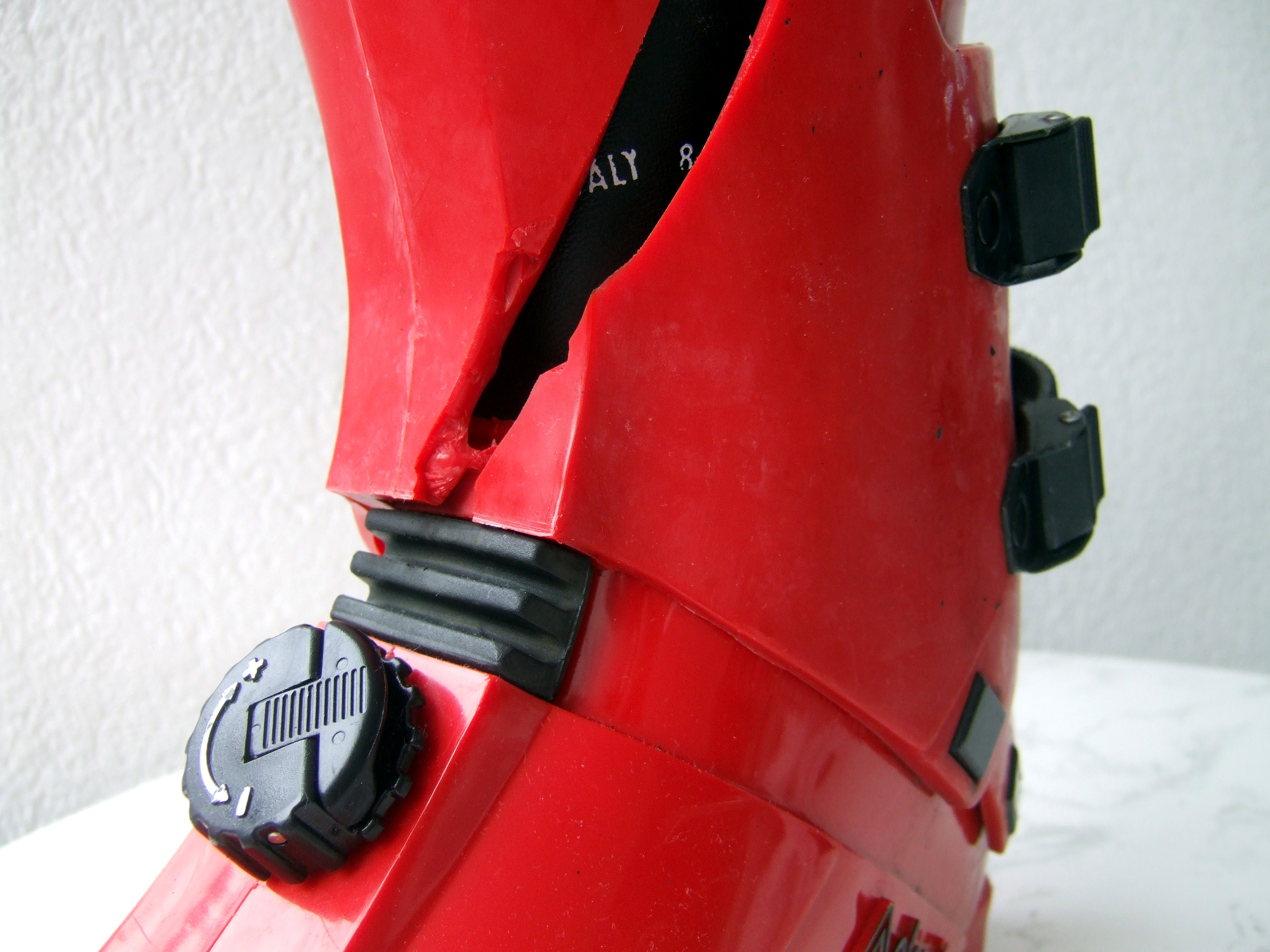
Durch Materialermüdung gebrochene Hartschale eines Skischuhs

Degradation bezeichnet bei Kunststoffen deren Abbau oder Zerfall. Gemeint ist damit häufig die Alterung, verbunden mit Quellung, Versprödung, Rissbildung und Festigkeitsverlust. Die Degradation ist üblicherweise ein unerwünschter Vorgang.
Degradation ist, insbesondere bei unsachgemäßer Entsorgung, von hoher Relevanz für die Umwelt. Teildegradierte Einzelpartikel oder molekulare Haupt-, Zwischen- und Endprodukte sowie „ausgeblutete“ Zusatzstoffe sind in der Umwelt unerwünscht, dennoch treten sie in großer Menge u. a. als Mikroplastik und Nanoplastik weltweit auf, wobei sie nachweislich sowohl Ökosysteme als auch lebende Organismen, einschließlich Menschen und Tiere, schädigen.

## Zerfallsarten
Der Zerfall erfolgt entweder chemisch, physikalisch oder durch eine Kombination beider Abbauarten.

### Chemische Degradation

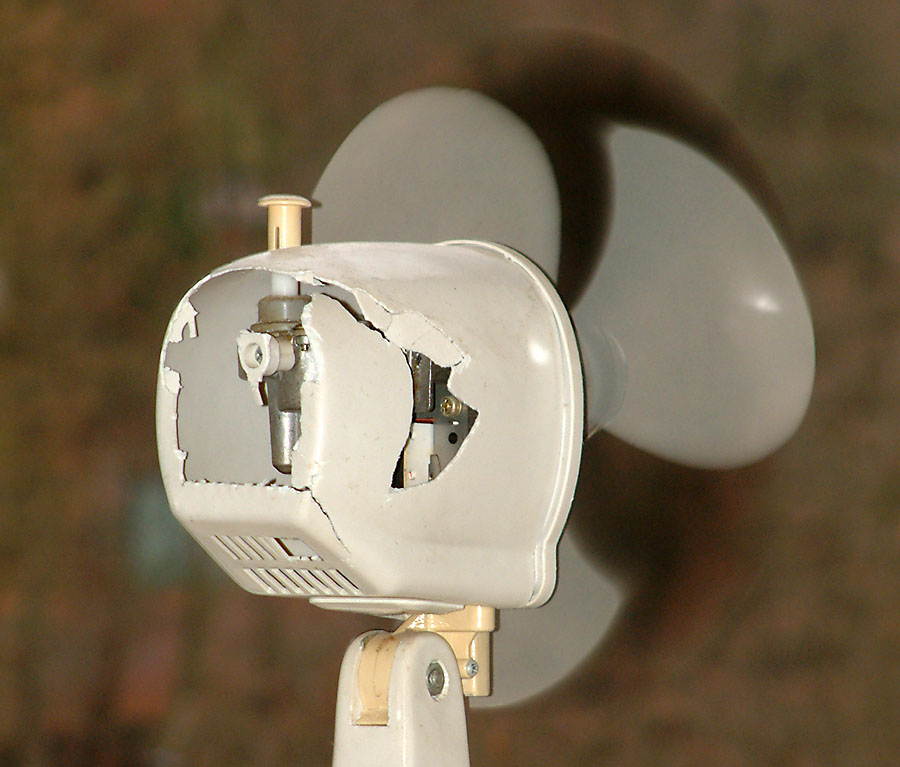
Alter Ventilator mit doppelter Schädigung durch UV-Licht: Versprödung des Gehäuses und Vergilbung des Scharniers.

Die biologisch-chemische Beständigkeit von Kunststoffen kann durch einen chemisch induzierte Zersetzung oder einen Zerfall durch Licht- oder Temperatureinflüsse verloren gehen. Dabei werden Bindungen der verketteten Moleküle gelöst, sodass die Ketten zerbrechen und sich verkürzen, teilweise durch Depolymerisation. Bei höheren Temperaturen treten Kettenbrüche durch Pyrolyse auf, bei niedrigeren Temperaturen meist unter Einwirkung von freien Alkylradikalen, die durch thermische Energie, Strahlung, mechanische Energie bei Belastung oder den Einfluss von Metallionen entstehen können. Eine Neigung zur Depolymerisation tritt bei schwachen C-C-Bindungen in der Polymerhauptkette auf, es kann dabei zu Änderungen des molekularen Aufbaus (Kettenabspaltungen und Molmassenabbau, Kettenvernetzungen oder Kettenverzweigungen) kommen. Im makromolekularen Stoff ggf. vorhandene funktionelle Gruppen können in andere umgewandelt werden, z. B. können Ester hydrolysieren. Auch eine Abspaltung von niedermolekularen Gruppen kann vorkommen. Daneben sind auch photochemisch induzierte Reaktionen durch ultraviolettes Licht bekannt. Werden chemische Bindungen gespalten kommt es bei Polymeren zu einer Verringerung der Molmasse und/oder zur Bildung von niedermolekularen Abbauprodukten. Nach einer Kettenspaltung kann es zu einer Vernetzung oder zu Ringschluss (z. B. Metathese) der Moleküle kommen.
Der chemische Abbau ist mit Änderung der physikalischen Eigenschaften (wie z. B. Zug- und Biegefestigkeit, Bruchdehnung, Schlagzähigkeit) verbunden.

#### Thermische Degradation
Chemische Degradation kann bei hohen Temperaturen, wie bei der Polymersynthese, Polymerentgasung, Compoundierung oder Verarbeitung auftreten, beschleunigt auftreten und dort zu Qualitätseinbußen beim fertigen Produkt führen. Man spricht dann auch von thermischer Degradation.

### Physikalische Degradation
Ein physikalisch induzierter Zerfall kann durch Wasseraufnahme (Quellung) oder Zerbrechen des Materials oder Herauslösen von Zusatzstoffen wie beispielsweise von Weichmachern beginnen. So sind Weichmacher beispielsweise in Weich-PVC nicht chemisch gebunden, sondern nur in das Material eingeschmolzen, sie können „bis zu über 50 % der Gesamtmasse“ ausmachen. Wegen der fehlenden chemischen Bindung können sie leicht aus so einer Folie herausgelöst werden, was auch die normale Versprödung von beispielsweise weichen PVC-Teichfolien nach etwa 10 Jahren bewirkt.
Abwechselndes Schrumpfen und Quellen durch Bewitterung kann bei Kunststoffen zu Rissbildung führen, Niederschläge können zu Erosion führen. Bei einigen Kunststoffen (Thermoplaste) ist das unter Wärmeeinwirkung eintretende Schmelzen reversibel.

#### Recycling
Wiederholtes Recycling kann durch Scherkräfte und hohe thermische Belastung zum Abbau von Kunststoffen führen.

#### Abbau in Meerwasser

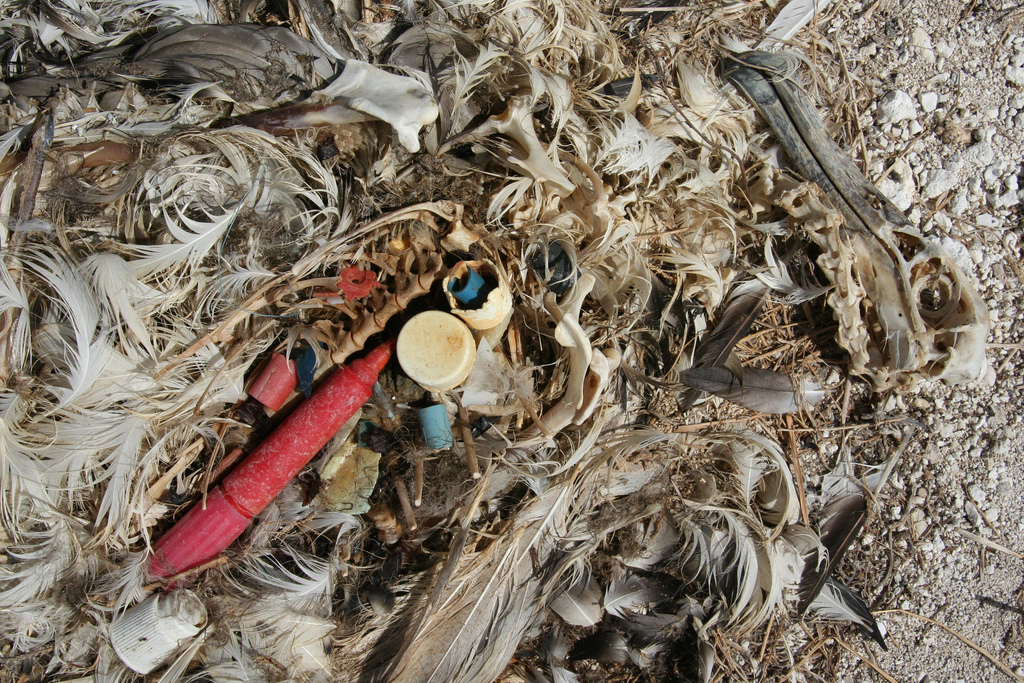
Kunststoffmüll aus dem Magen eines Albatros

Der Abbau von Kunststoffen in Meerwasser verläuft ähnlich (langsam) wie an der Luft, lediglich sprödere Materialien (wie beispielsweise expandiertes Polystyrol) werden mechanisch durch Wellengang und in der Brandung schneller in kleinere Teile zerrissen.

### Biologische Degradation
Die meisten Kunststoffe sind nicht biologisch abbaubar, mit Ausnahme der biologisch abbaubaren Kunststoffe. Eine Degradation biologisch abbaubarer Kunststoffe ist meist ein erwünschter Vorgang bei einer Entsorgung. Die biologisch abbaubaren Kunststoffe gehören zu den biologisch abbaubaren Werkstoffen und umfassen verschiedene synthetische Biopolymere wie bio-basierter Kunststoff und biologisch abbaubare Kunststoffe. Faktoren für den biologischen Abbau sind die Zugänglichkeit für Mikroorganismen und ihre Enzyme, die Durchfeuchtbarkeit und die Kompostierbarkeit in feuchter Umgebung. Bei reinen Kohlenwasserstoffen erfolgt ein Abbau zu CO2 und H2O. Der Zusatz von Stärke als Füllstoff zu herkömmlichen Kunststoffen führt nicht zur gewünschten vollständigen Abbaubarkeit des Kunststoffs.
In durch Aufsitzen von Algen, Flechten und Pilze entstehenden Biofilmen kann durch Freisetzung und Aufkonzentrierung organischer Säuren Biokorrosion entstehen.

### Galvanische Einwirkung
Die Zersetzung von Polymeren durch galvanische Einwirkung wurde erstmals 1990 von Michael C. Faudree, einem Angestellten von General Dynamics,
Fort Worth Division, in der Fachliteratur beschrieben.
Das Phänomen wurde als „Faudree-Effect“ bezeichnet und hatte Auswirkungen
auf die Verhinderung von Korrosion am Flugzeug YF-22 (F-22-Prototyp) aus Sicherheitsgründen, wie z. B. Änderungen im Design.
Wenn kohlenstofffaserverstärkte Polymere (so genannte CFK, bzw. CFRP) physisch mit einer Metalloberfläche verbunden sind, kann die Einwirkung von
Wasser oder ausreichender Feuchtigkeit dazu führen, dass die Kohlenstofffasern als Kathode wirken, was zu galvanischer Korrosion führt. Dies wurde in der Technik beobachtet, als Kohlenstofffaserpolymere zur Verstärkung von geschwächten Stahlstrukturen verwendet wurden. Reaktionen wurden auch bei Aluminium und Magnesiumlegierungen beobachtet,  zu den betroffenen Polymeren gehören Bismaleimide (BMI) und Polyimide. Man geht davon aus, dass der Mechanismus der Zersetzung die elektrochemische Erzeugung von Hydroxidionen beinhaltet, die dann die Amidbindungen spalten.

## Schutz vor Degradation
Ein teilweiser Schutz gegen eine Degradation wird durch verschiedene Methoden der Konservierung erreicht. Eine Beschichtung mit Lacken führt zu verminderter Korrosion. UV-absorbierende Beschichtungen und Farbstoffzusätze im Kunststoff vermindern Schäden durch UV-Licht.